# Pont pittoresque
Le Pont pittoresque (en russe : Живописный мост, Zhivopisny most) (ou Pont de la forêt d'argent) est un pont à haubans situé au nord-ouest de Moscou, tronçon de l'avenue Krasnopresnienski enjambant la Moskova. Il a été inauguré le 27 décembre 2007.

## Construction de l'ouvrage d'art
Conçu pour accueillir un trafic à grande vitesse, le tracé du pont adopte à son entrée une large courbure et dispose d'accotements aménagés pour empêcher toute chute dans la Moskova. Un mur anti-bruit longe l'ouvrage sur la partie non haubanée. Les études préliminaires opposent les bureaux d'études qui pour la plupart proposent des variantes de ponts à poutres répondant aux contraintes de résistances et hydrologiques liées à la navigation fluviale locale. La construction en 1937 du canal de la « Belle rectification », qui permet aux péniches d'emprunter un raccourci dans la boucle que forme le fleuve, ajoute une difficulté supplémentaire à la conception du nouveau tracé vers l'ouest. Des projets de ponts à haubans sont également déposés. C'est Iouri Loujkov, alors maire en exercice de la ville de Moscou, qui retient l'offre de la SARL Mostovik d'Omsk. L'originalité du projet est l'adoption d'un mât en forme d'arc, structure tubulaire métallique appuyée sur des piles en béton, coulées aux abords immédiats de la rive, de chaque côté du fleuve. Cette implantation laisse libre la navigation dans l'axe de la Moskova, avec laquelle le tablier forme un faible angle aigu. Un jeu de deux nappes en semi-éventail se déploie latéralement de chaque côté du tablier. Sous l'arc est installé un belvédère de forme ellipsoïdale. Le projet d'y installer un restaurant est actuellement abandonné, par défaut d'investisseur.

## Dimensions
- Longueur : 1460 mètres
- Largeur : 37 mètres
- Longueur de la travée principale : 409,50 mètres
- Longueur de l'arc : 182 mètres
- Hauteur de l'arc : 105 mètres
- Nombre de haubans : 72
- Hauteur maximale de la chaussée au-dessus de la Moskova : 30 mètres
- Dimensions hors tout du belvédère :
  - longueur : 33 mètres
  - largeur : 24 mètres
  - hauteur : 13 mètres

## Fondations
Les fondations sont constituées de pieux de 1,50 mètre de diamètre, de 20 à 40 mètres de longueur, qui reposent sur un socle calcaire. Un coulis de même nature noie les pieux pour combler les éventuelles cavités karstiques, typiques de la région de Moscou. Les deux extrémités de l'arc reposent chacune sur 60 pieux, 12 sont inclinés pour reprendre la composante horizontale de la poussée.

## Tablier
La travée centrale est constituée de dalles orthotropes, jointes par deux au niveau de la section haubanée, par trois sur les autres portions de la route. Les segments de tablier, assemblés en précontrainte, sont préfabriqués par les « Usines de Constructions Métalliques » Mostovik — à hauteur de 21 000 tonnes d'acier —  et Borissovski — à hauteur de 4000 tonnes. Du fait des importants bouchons moscovites les aciers sont acheminés par rail. L'assemblage se fait selon les techniques modernes de mise en œuvre éprouvées à l'étranger, par glissement des voussoirs. Pour la première fois en Russie sont utilisées des dalles dotées de nervures de rigidification, enfermées dans des lisses, qui augmentant la rigidité de l'ensemble permettent de diminuer la consommation utile d'acier. Cette première a nécessité la mise à jour du « Code du Bâtiment et des Ouvrages de Génie Civil » ainsi que la mise en place de bancs d'essais in situ par l'Institut de recherche scientifique de la construction et des transports.

## Les haubans
La suspension du tablier, ainsi que la façon dont les forces sont transmises aux appuis, présentent aussi un intérêt particulier. Les haubans, en forme d'éventail, supportent le tablier central, non solidaire des travées situées à ses extrémités. Cela lui permet de se balancer. Pour éviter une trop forte amplitude des oscillations, deux énormes amortisseurs hydrauliques de fabrication allemande sont montés sur la pile no 1 de l'ouvrage. Sur les 830 mètres de pont suspendu, seuls deux joints de dilatation sont mis en place qui permettent un jeu de 1300 mm, un record en Russie.
L'arche est montée en suspension, par assemblage des éléments à l'aide de boulons à haute résistance, sans échafaudage ni tirants. La précision du montage est telle que 3 mm de déviation seulement sont enregistrés à la jonction de la clé de voûte.
La structure portante — arche et haubans — est peinte en rouge vif. Les haubans « Freyssinet » représentent un faisceau de torons, comportant de 27 à 49 câbles selon l'effort à supporter. Ils sont protégés par une gaine en polyéthylène dont le diamètre extérieur varie de 130 à 300 mm, pour une longueur comprise entre 40 et 196 mètres. Des amortisseurs sont installés à la liaison hauban/tablier pour reprendre les vibrations dues au vent et à la circulation.

## La plateforme d'observation et bureau d'état civil
Le projet initial du pont pittoresque prévoit seulement la possibilité de mettre en place un point d'observation au sommet de l'ouvrage. La conception détaillée ne débute qu'après le début des travaux, à la demande des instances dirigeantes de la ville.
Compte tenu des délais serrés pour terminer l'avenue Krasnopresnienski vers l'ouest, relier la perspective du Maréchal Joukov au MKAD —  la livraison est prévue fin 2007 — la décision d'installer la structure ellipsoïdale est prise au dernier moment. La maitrise d'œuvre est assurée par la société VSL, filiale du groupe Bouygues Construction.
Le complexe se compose de trois ensembles: le belvédère positionné sous l'arche, le pont-galerie vers les rives du fleuve et les ponts d'évacuation, au nord vers l'île de la forêt d'argent, et au sud vers le quartier des Mariniers (en russe : Речник). Deux ascenseurs sur chaque rive permettent l'accès au pont-galerie. Le vitrage de l'ellipsoïde est muni d'un chauffage électrique pour enlever l'accumulation de neige et de glace.
En 2011, l'idée d'installer un restaurant dans le belvédère est abandonnée, au profit d'un bureau d'état civil. L'ouverture est prévue à l'été 2013.
Selon certains rapports, le projet de restaurant a été abandonné du fait de l'impossibilité de mettre en place un système simple d'assainissement.

## Maitrise d'ouvrage et maitrise d'œuvre
Le commanditaire de l'ouvrage d'art est la SARL «l'Organisateur». La maitrise d'œuvre est attribuée à la SA «Guiprotransmost» et la SARL «Mostovik», sous la direction générale de la SA «Metroguiprotrans». La société de construction est la SA «Mostotrest». Les architectes sont N. I. Choumakov, N. V. Chouryguina, C. M. Kozlov de la SA «Metroguiprotrans».
Une fois définis les principaux intervenants au projet - donneur d'ordres, les bureaux d'étude et de conception générale, l'entrepreneur principale - une équipe de proximité est formée, pour la conception et l'exécution des travaux. Comme il se doit sur de tels projets, le pôle recherche et développement est fortement sollicité.
L'équipe de conception rassemble les plus grands bureaux d'études nationaux: les SA «Metroguiprotrans» et «Guiprotransmost» de Moscou, la SARL «Mostovik» d'Omsk, la SA Institut «Guiprostroïmost» de Moscou, les Sociétés par actions fermées Institut «Guiprostroïmost» de Saint-Pétersbourg, Institut «PROMOS», etc.
Les travaux de recherche sont menés par les Sociétés par actions fermées TSNIIS et «SoyouzdorNII» de Moscou, l'entreprise unitaire de l'État fédéral «TsAGI» Joukovski.
La construction est réalisée par les services de la société par actions fermées «Mostotrest» : les Unités de construction de ponts no 18 et 4 de Moscou, 6 de Iaroslavl, 22 de Riazan, 90 de Dmitrov et 99 de Serpoukhov.

## Exploitation actuelle
En décembre 2007 l'exploitation du pont est confiée à l'entreprise unitaire d'État «Gormost». De 2008 à 2012 les autorités de Moscou limitent le trafic sur le pont et dans le tunnel Nord-Ouest entre 23h00 et 6h00, en direction de l'autoroute Novorijskoe, afin de procéder à des tests complets des systèmes de sécurité.

## Galerie

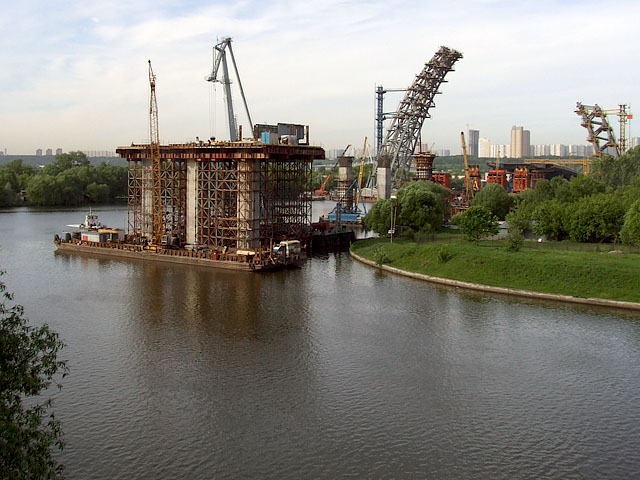
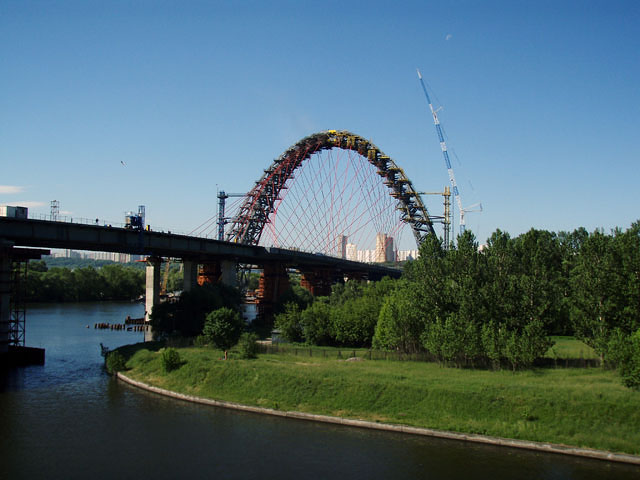
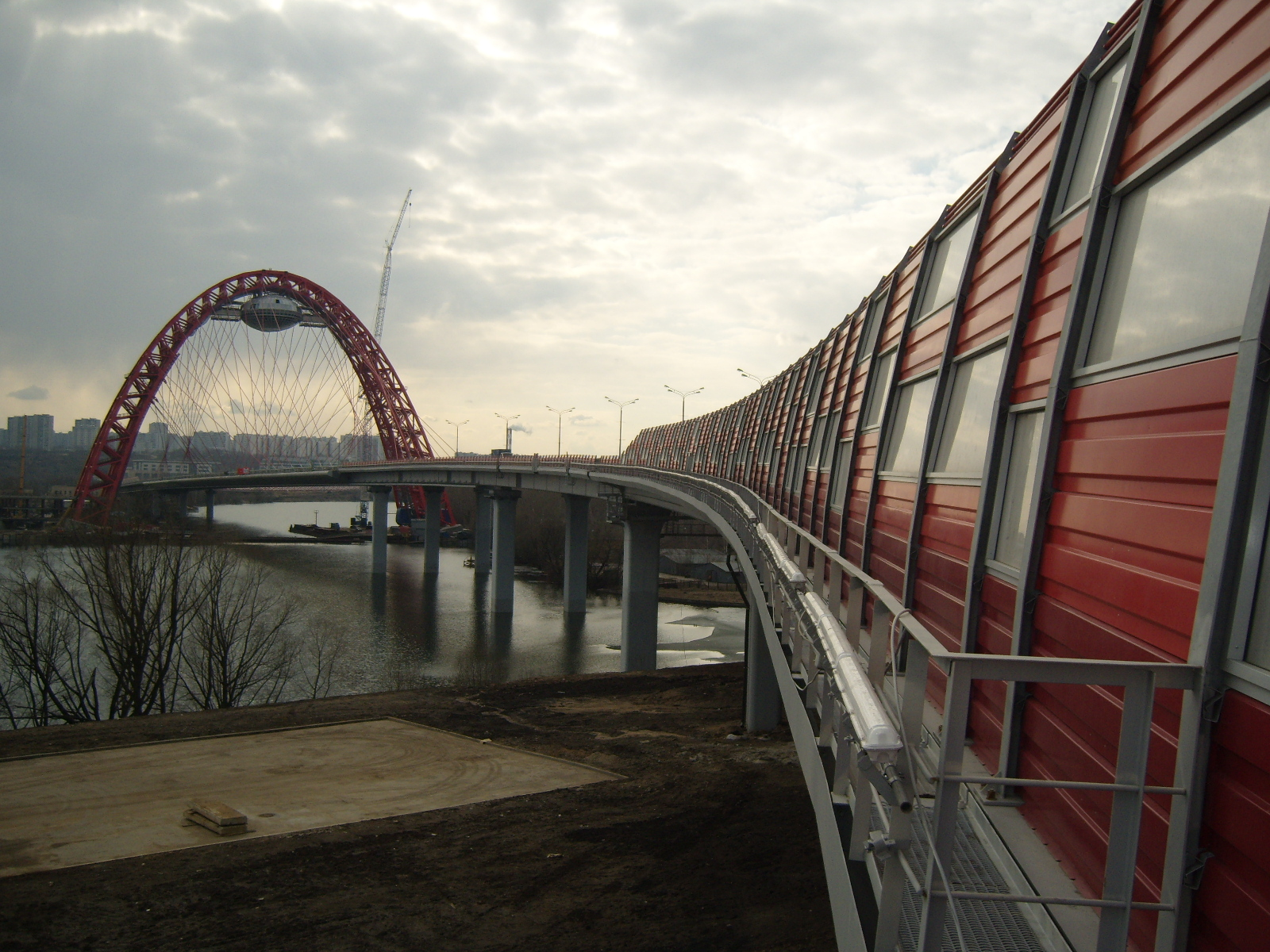
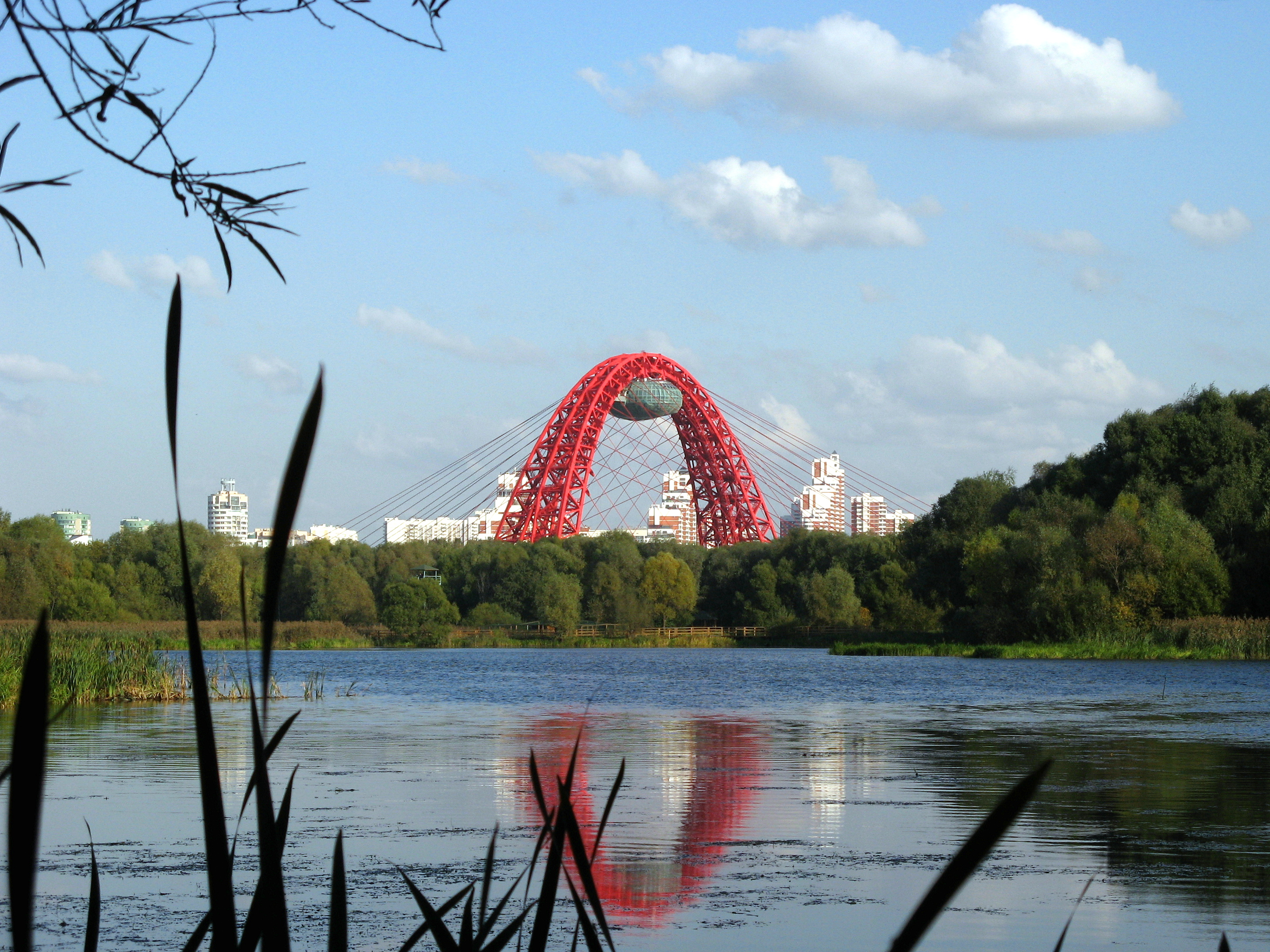
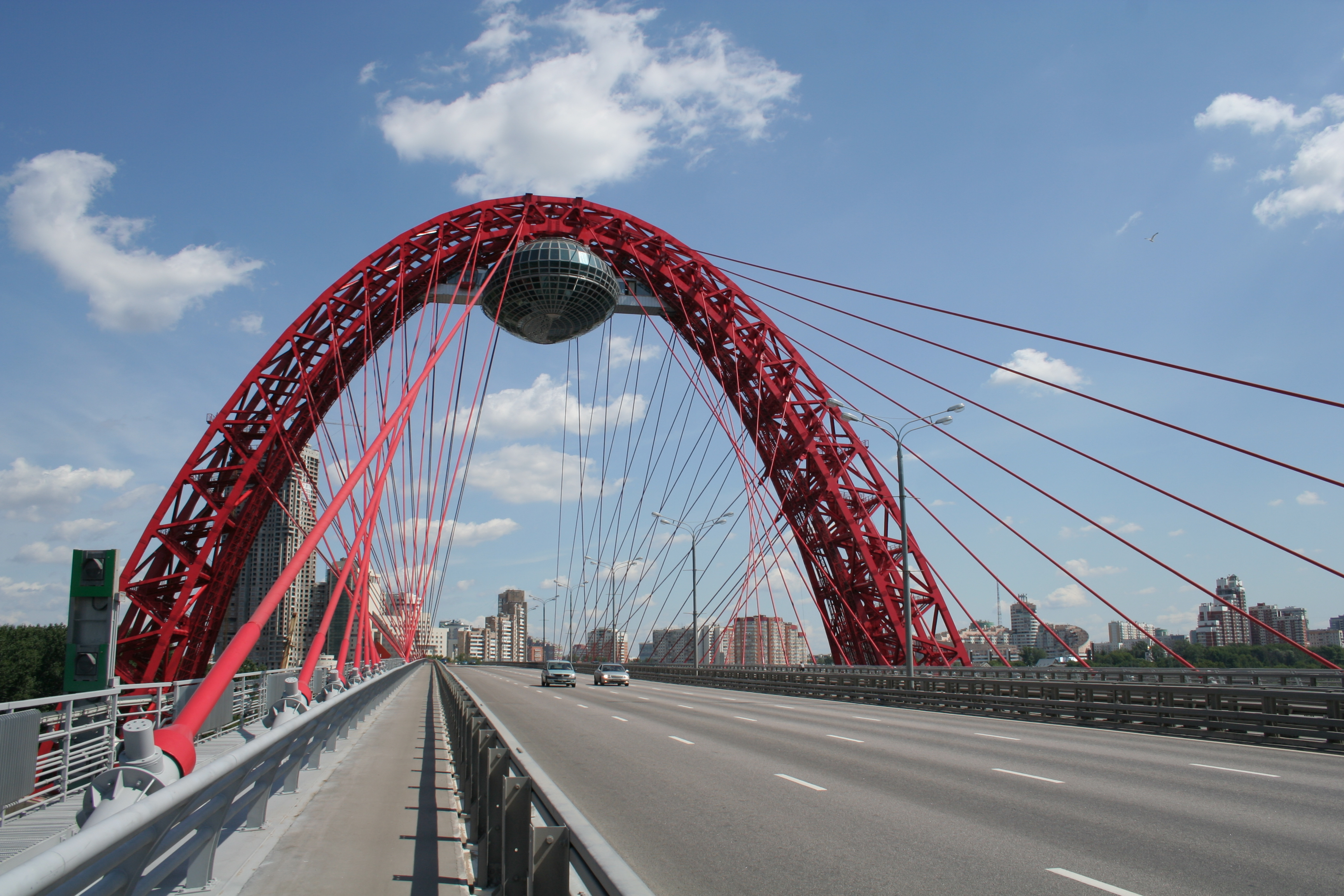
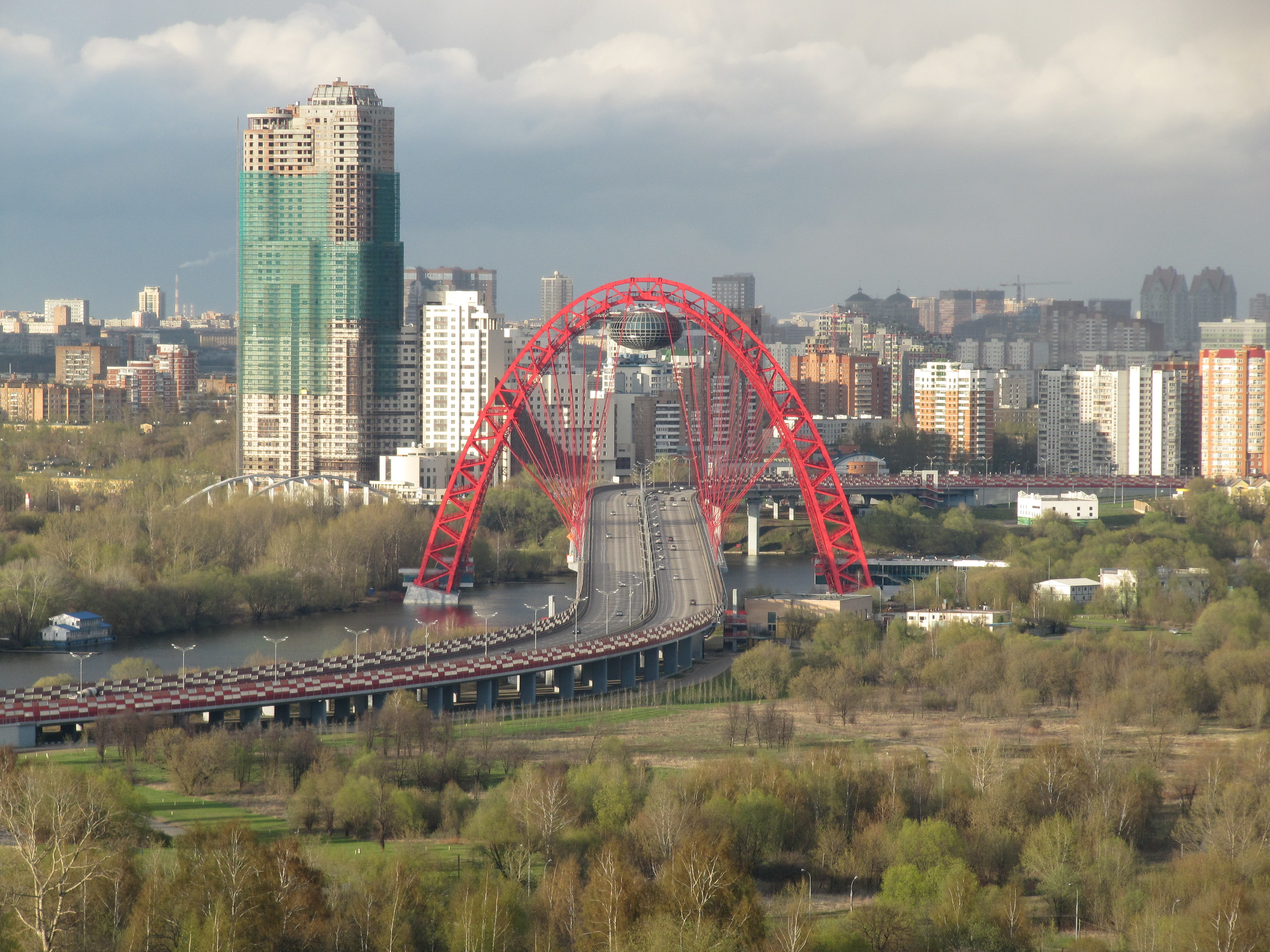
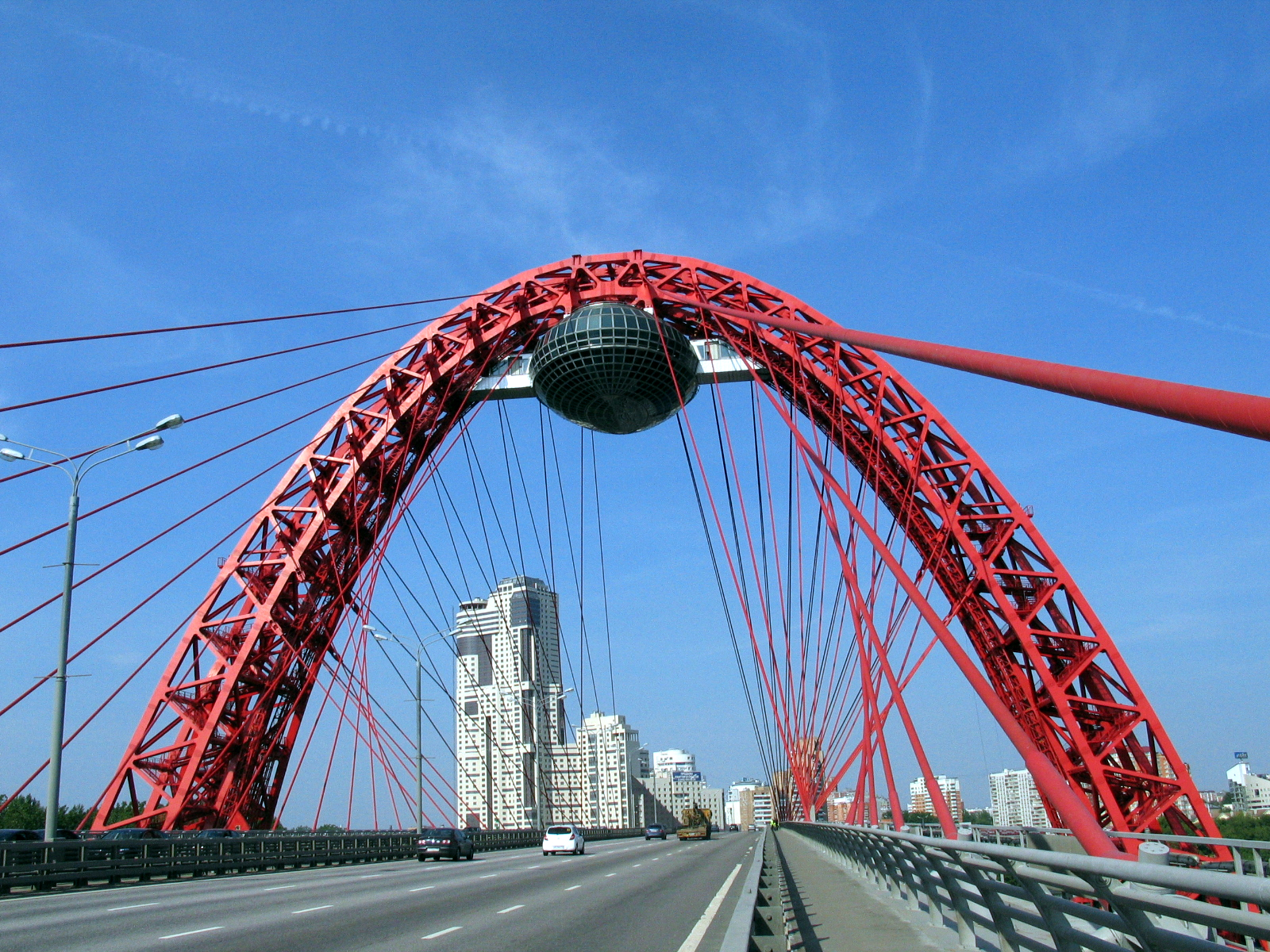
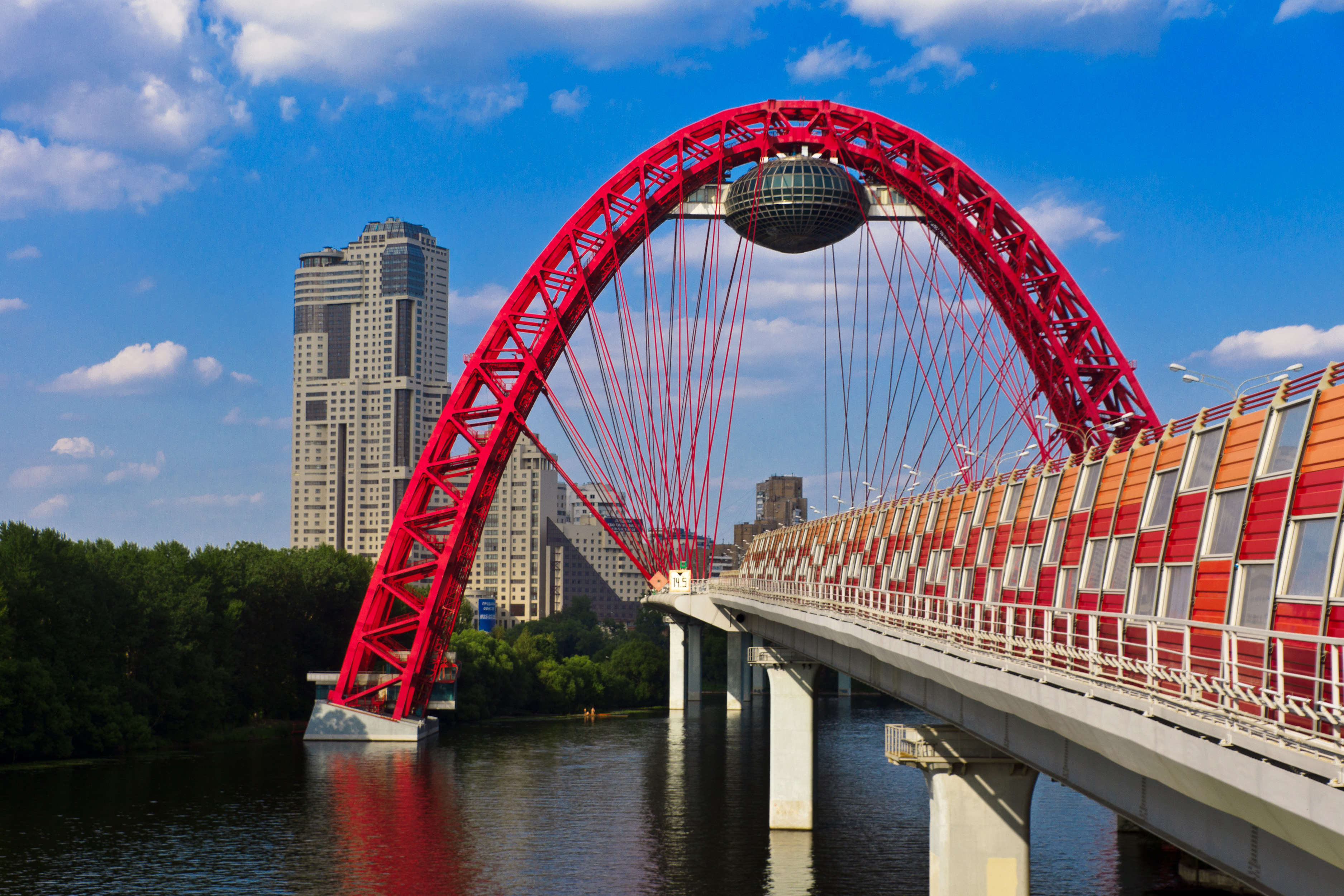